# فيت/أبوكريفا
فيت/أبوكريفا (باليابانية: フェイト/アポクリファ، بالروماجي: Feito/Apokurifa) (بالإنجليزية: Fate/Apocrypha)‏ هي سلسلة رواية خفيفة من تأليف يويتشيرو هيغاشيدي، نشرت من قبل تايب-مون [الإنجليزية]، في 29 ديسمبر عام 2012 حتى 28 ديسمبر عام 2014، وتكونت من 5 مجلدات.  اقتبست إلى سلسلة مانغا من تأليف يويتشيرو هيغاشيدي ورسم أكيرا إيشيدا، نشرت من قبل كادوكاوا شوتين، في مجلة كومب إيس ‏، منذ 25 يونيو 2016. أنتجت إلى أنمي تلفزيوني من قبل استوديو أيه-1 بكتشرز، عرض الأنمي في 2 يوليو عام 2017 واستمر عرضه 30 ديسمبر عام 2017، وتكون 25 حلقة.

## القصة
تدور أحداث القصة عن دارنيك بريستون يغدميلينيا الذي قام بسرقة الكأس، وتهريبها إلى رومانيا. بعد ستين عامًا أعلنت عشيرة يغدميلينيا الحرب على جمعية السحرة في حرب الكأس الكبرى، حيث حرض فريقان من الخدم ضد بعضهما البعض.

## الشخصيات

### الشخصيات الرئيسية
سيغ (باليابانية: ジーク، بالروماجي: Jīku)
مؤدي الصوت: ناتسوكي هاناي|Zach Aguilar
رولير (باليابانية: ルーラー، بالروماجي: Rūrā)
مؤدية الصوت: مايا ساكاموتو

### شخصيات أخرى
سيبر أوف بلاك  (باليابانية: "黒"のセイバー، بالروماجي: "Kuro" no Seibā)
مؤدية الصوت: جونيتشي سوابي
آرشير أوف بلاك (باليابانية: "黒"のアーチャー، بالروماجي: "Kuro" no Āchā)
مؤدي الصوت: شونسكي تاكيوتشي
لانسير أوف بلاك (باليابانية: "黒"のランサー، بالروماجي: "Kuro" no Ransā)
مؤدي الصوت: ريوتارو أوكيايو
رايدر أوف بلاك (باليابانية: "黒"のライダー، بالروماجي: "Kuro" no Raidā)
مؤدي الصوت: رومي أوكوبو
بيرسيركير أوف بلاك (باليابانية: "黒"のバーサーカー، بالروماجي: "Kuro" no Bāsākā)
مؤدية الصوت: آي نوناكا
كاستير أوف بلاك (باليابانية: "黒"のキャスター، بالروماجي: "Kuro" no Kyasutā)
مؤدي الصوت: ميتسورو مياموتو
أساشين أوف بلاك (باليابانية: "黒"のアサシン، بالروماجي: "Kuro" no Asashin)
مؤدية الصوت: ساكورا تانغي
دارنيك برستون يغدميلينيا (باليابانية: ダーニック・プレストーン・ユグドミレニア، بالروماجي: Dānikku Puresutōn Yugudomirenia)
مؤدي الصوت: نوبويوكي هياما
غورديس موسيك يغدميلينيا (باليابانية: ゴルド・ムジーク・ユグドミレニア، بالروماجي: Gorudo Mujīku Yugudomirenia)
مؤدي الصوت: تورو أوكاوا
فيوري فورفيجي يغدميلينيا (باليابانية: フィオレ・フォルヴェッジ・ユグドミレニア، بالروماجي: Fiore Foruvejji Yugudomirenia)
مؤدية الصوت: تشيناتسو أكاساكي
كوليز فورفيدغ يغدميلينيا (باليابانية: カウレス・フォルヴェッジ・ユグドミレニア، بالروماجي: Kauresu Foruvejji Yugudomirenia)
مؤدي الصوت: يوسكي كوباياشي
سيلينيك ايسكول يغدميلينيا (باليابانية: セレニケ・アイスコル・ユグドミレニア، بالروماجي: Serenike Aisukoru Yugudomirenia)
مؤدية الصوت: شيزوكا إيشيغامي
روش فراين يغدميلينيا (باليابانية: ロシェ・フレイン・ユグドミレニア، بالروماجي: Roshe Furein Yugudomirenia)
مؤدي الصوت: إميري كاتو
ريكا ريكودو' (باليابانية: 六導玲霞، بالروماجي: Rikudō Reika)
مؤدية الصوت: ماي ناكاهارا
سيبر أوف ريد (باليابانية: "赤"のセイバー، بالروماجي: "Aka" no Seiba)
مؤدية الصوت: ميوكي ساواشيرو
آرشير أوف ريد (باليابانية: "赤"のアーチャー، بالروماجي: "Aka" no Āchā)
مؤدية الصوت: ساوري هايامي
لانسير أوف ريد (باليابانية: "赤"のランサー، بالروماجي: "Aka" no Ransā)
مؤدي الصوت: كوجي يوسا
رايدر أوف ريد (باليابانية: "赤"のライダー، بالروماجي: "Aka" no Raidā)
مؤدي الصوت: ماكوتو فوروكاوا
كاستير أوف ريد (باليابانية: "赤"のキャスター، بالروماجي: "Aka" no Kyasutā)
مؤدي الصوت: تيتسو إينادا
أساشين أوف ريد (باليابانية: "赤"のアサシン، بالروماجي: "Aka" no Asashin)
مؤدية الصوت: كي شيندو
بيرسيركير أوف ريد (باليابانية: "赤"のバーサーカー، بالروماجي: "Aka" no Bāsākā)
مؤدي الصوت: ساتوشي تسوروكا
شيرو كوتوميني (باليابانية: シロウ・コトミネ، بالروماجي: Shirō Kotomine)
مؤدية الصوت: كوكي أوتشياما
كايري شيشيغو (باليابانية: 獅子劫界離، بالروماجي: Shishigō Kairi)
مؤدي الصوت: كينجي نومورا
كينغ آرثر (باليابانية: アーサー王، بالروماجي: Āsā-ō)
مؤدية الصوت: أياكو كاواسومي
ميديا (باليابانية: メディア، بالروماجي: Media)
مؤدية الصوت: آي نوناكا
غيلز دي رايز (باليابانية: ジル・ド・レェ، بالروماجي: Jiru do Rei)
مؤدي الصوت: ساتوشي تسوروكا
روكو بيلفيبان (باليابانية: ロッコ・ベルフェバン، بالروماجي: Rokko Berufeban)
مؤدي الصوت: توموهيسا آسو
لورد إيلميلو الثاني (باليابانية: ロード・エルメロイII世، بالروماجي: Rōdo Erumeroi Nisei)
مؤدي الصوت: دايسكي ناميكاوا
فلات إيسكاردوز (باليابانية: フラット・エスカルドス، بالروماجي: Furatto Esukarudosu)
مؤدي الصوت: يوشيتسوغو ماتسوؤكا
سيرج (باليابانية: セルジュ، بالروماجي: Seruju)
مؤدي الصوت: هيروشي ناكا
تول (باليابانية: トゥール، بالروماجي: Tūru)
مؤدي الصوت: ميناكو كوتوبوكي
غونتر (باليابانية: グンター، بالروماجي: Guntā)
مؤدي الصوت:تسويوشي كوياما
هاغن (باليابانية: ハーゲン، بالروماجي: Hāgen)
مؤدي الصوت: سسمو تشيبا
مورغان لو فاي (باليابانية: モルガン، بالروماجي: Morugan)
مؤدية الصوت: أيا إندو
أفي ديكهايل (باليابانية: アヴィ・ディケイル، بالروماجي: Avi Dikeiru)
مؤدي الصوت: تاتسويوكي كوباياشي
ميرلين (باليابانية: マーリン، بالروماجي: Mārin)
مؤدي الصوت: تاكاهيرو ساكوراي
جاستيس ليزريش فون اينزبيرن (باليابانية: ユスティーツァ・リズライヒ・フォン・アインツベルン، بالروماجي: Yusutītsa Rizuraihi fon Aintsuberun)
مؤدية الصوت: ساناي كوباياشي

## وصلات خارجية
- الموقع الرسمي باللغة اليابانية
- الموقع الرسمي باللغة الإنجليزية